# Anna Paner
Anna Ewa Paner (ur. 2 września 1955) – polska historyk, dr hab. nauk humanistycznych, profesor uczelni, dyrektor Instytutu Historii w latach 2008–2012 i prodziekan do spraw nauki Wydziału Historycznego Uniwersytetu Gdańskiego od 2016 do 2020.

## Życiorys
19 października 1988 obroniła pracę doktorską Geneza średniowiecznego kultu św. Wita na terenach Słowiańszczyzny Zachodniej, 2 lipca 2002 habilitowała się na podstawie pracy zatytułowanej Jan Žižka z Trocnowa. Została zatrudniona na stanowisku profesora nadzwyczajnego w Instytucie Historii na Wydziale Filologicznym i Historycznym Uniwersytetu Gdańskiego.
Objęła funkcję profesora uczelni i dyrektora Instytutu Historii oraz prodziekana na Wydziale Historycznym Uniwersytetu Gdańskiego.
Jest członkiem Komisji do Oceny Podręczników Szkolnych (Międzywydziałowe Komisje Interdyscyplinarne) Polskiej Akademii Umiejętności.

## Główne prace
- Anna Paner, Święty Wit. Męczeństwo, legenda i kult, Gdańsk: Wydawnictwo Uniwersytetu Gdańskiego, 1995, ISBN 83-7017-571-6. Brak numerów stron w książce
- Anna Paner, Jan Žižka z Trocnova, Gdańsk: Wydawnictwo Uniwersytetu Gdańskiego, 2002, ISBN 83-7326-041-2. Brak numerów stron w książce
- Anna Paner, Jan Hus, Kraków: WAM, 2002, ISBN 83-7097-924-6. Brak numerów stron w książce
- Anna Paner, Luksemburgowie w Czechach. Historia polityczna ziem czeskich w latach 1310–1437, Gdańsk: Wydawnictwo Uniwersytetu Gdańskiego, 2004, ISBN 83-7326-236-9. Brak numerów stron w książce
- Anna Paner, Przemyślidzi. Od Borzywoja I do Przemysła II Otokara. Ludzie i wydarzenia w latach 872–1278, Gdańsk: Wydawnictwo Uniwersytetu Gdańskiego, 2008, ISBN 978-83-7326-501-1. Brak numerów stron w książce